# Trollhättan
Trollhättan és una ciutat del sud-oest de Suècia, situada sobre el curs del riu Göta älv, a menys de 100 km de Göteborg, la segona ciutat més gran del país. És la capital del municipi de Trollhättan, al comtat de Västra Götaland i té 46 457 habitants.
La història de la ciutat està estretament lligada la del riu, que té una salt a l'altura de la ciutat (les cataractes de Trollhättan). La ciutat va conèixer un primer desenvolupament amb la construcció del canal de Trollhättan el 1800 i de la seva prolongació, el canal Göta, que han permès de franquejar l'obstacle que formava la cataracta pel transport fluvial. El 1910 l'energia del corrent del riu, utilitzada des d'antic per moure molins, fou aprofitada per a la producció elèctrica amb la construcció de la central hidroelèctrica d'Olidan, el que va donar lloc a la fundació del gegant suec de l'energia Vattenfall. Això va impulsar una segona fase de desenvolupament de la ciutat, en particular amb l'establiment de l'empresa Saab.